# Freya nigrotaeniata
Freya nigrotaeniata är en spindelart som först beskrevs av Cândido Firmino de Mello-Leitão 1945.  
Freya nigrotaeniata ingår i släktet Freya och familjen hoppspindlar. Inga underarter finns listade i Catalogue of Life.